# ローマ軍の装備一覧
古代ローマ軍の個人装備品一覧（Roman military personal equipment）は、古代ローマの軍勢が使用した個人装備（攻城兵器などの集団で使用する物は含まない）を分類した一覧である。時代（王政、共和政、帝政）や兵種によっての違い、装備品の使用目的などを分類する上の指標としている。
ローマ軍が使用した装備は同時代の中でも優れた物が多く、特に甲冑に関する技術は文明水準の低い蛮族相手に大きな優位を獲得する要因となった。ただし、これは全ての場合でそうであった事を意味しない。時にローマが対峙した敵の中には同等以上の装備を使用する場合もあったし、また研究者の中には「ローマ軍の装備品の品質は必ずしも高くなかった」とする論者もいる。
王政ローマ時代から共和政初期までの装備は、先にイタリア半島での覇権を獲得していた古代ギリシャやエトルリアの様式を参考にして導入されていた。イタリア半島統一後に相対したケルト人との戦いで新しい戦術の必要性を感じると、古代ギリシャ・エトルリア式にケルト式の装備を組み込んだ装備品が共和政中期に用いられた。また海軍はポエニ戦争までは小規模な海賊討伐用の艦艇を保有するのみであったが、同戦争からフェニキア式・ヘレニズム式の大型艦艇を導入した。
ローマ軍は独自の新兵器よりも、既に効果が実証されている旧来の装備を活用して戦う事を好んだ。従ってローマ軍の使用する兵器は基本的にオーソドックスなものであり、（軍装や装備品の形状に独特さはあっても）奇抜な装備は用いていない。

## 概要
帝政後期の軍学者ウェゲティウスは『軍事論』の中でローマ軍の重装歩兵が使用していた装備について言及している。同著は帝国が西方領土から東方領土へと軸足を移し始めた時代である為、一部の装備品はラテン語から古代ギリシャ語に言い換えられている。ウェゲティウスはローマ軍の装備について以下の様に述べている:
ローマ軍の中核は共和政後期からは重装歩兵となったが、彼らの任務は時代によって変わった。共和政後期から帝政初期はグラディウスとピルムで戦い、投げ槍で敵陣を崩してから白兵戦を挑んだ。しかし帝政中期から後期はむしろピルムで槍衾を作って、騎兵や歩兵を突き崩す事を目的とした。

## 武器類

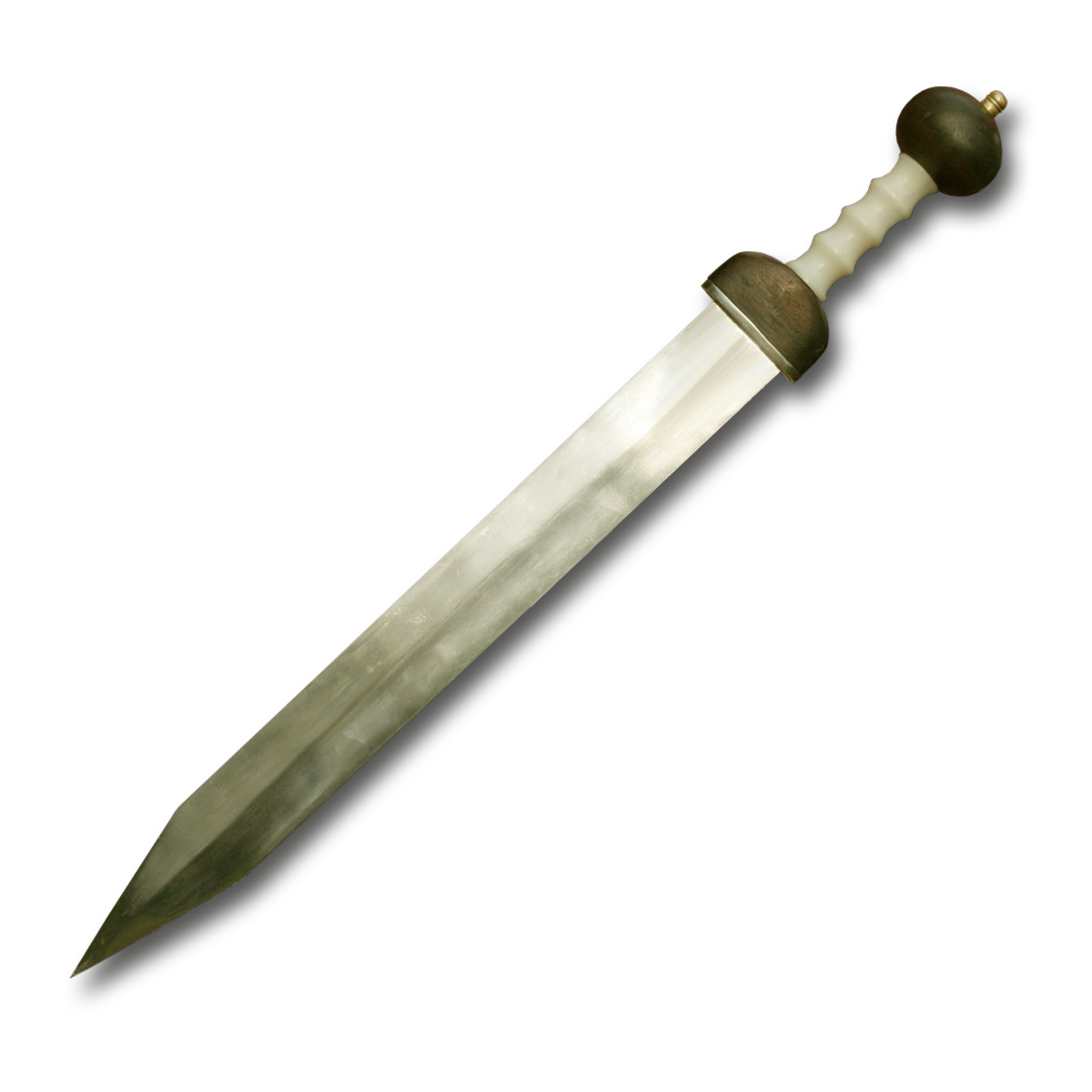
グラディウス

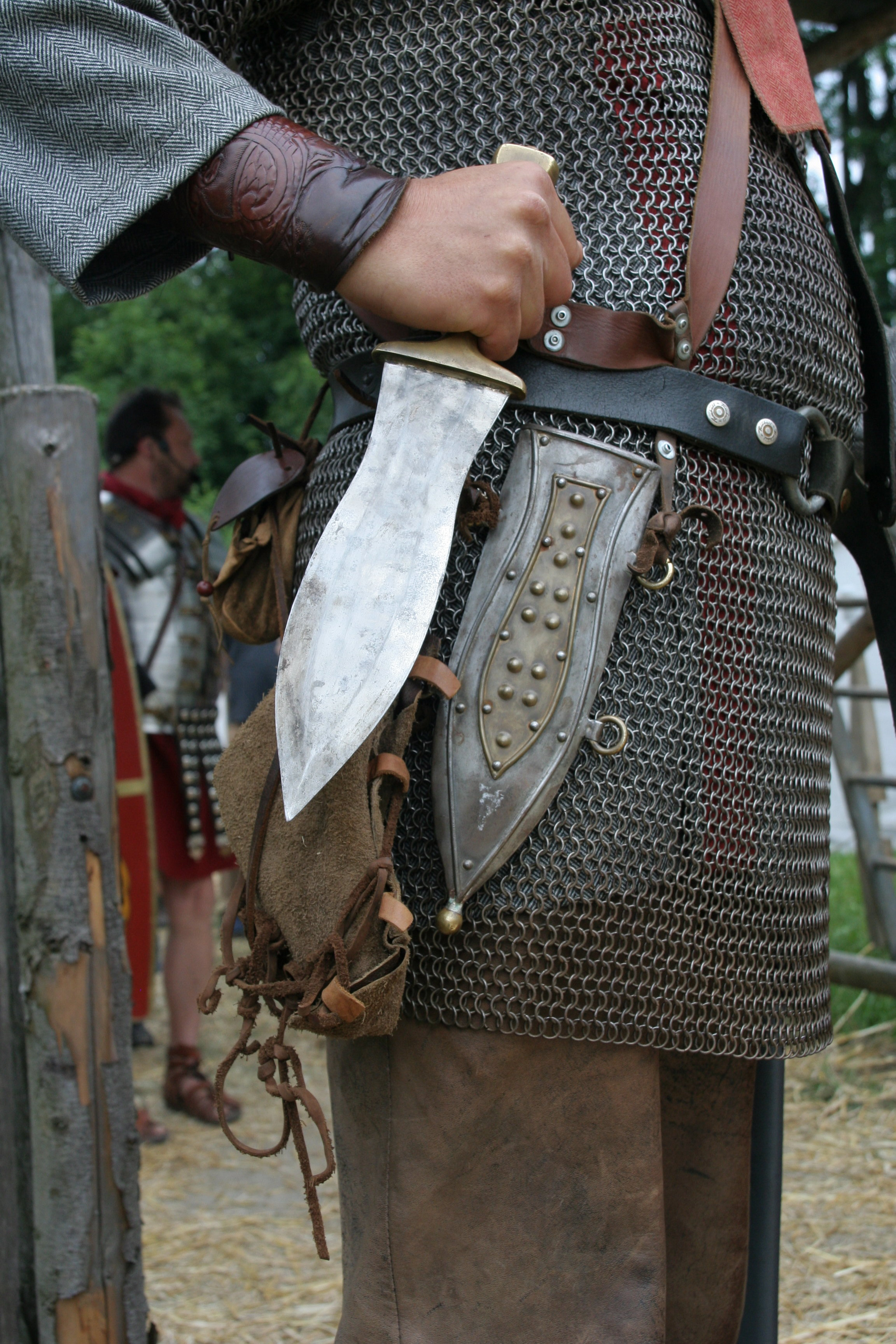
プギオ

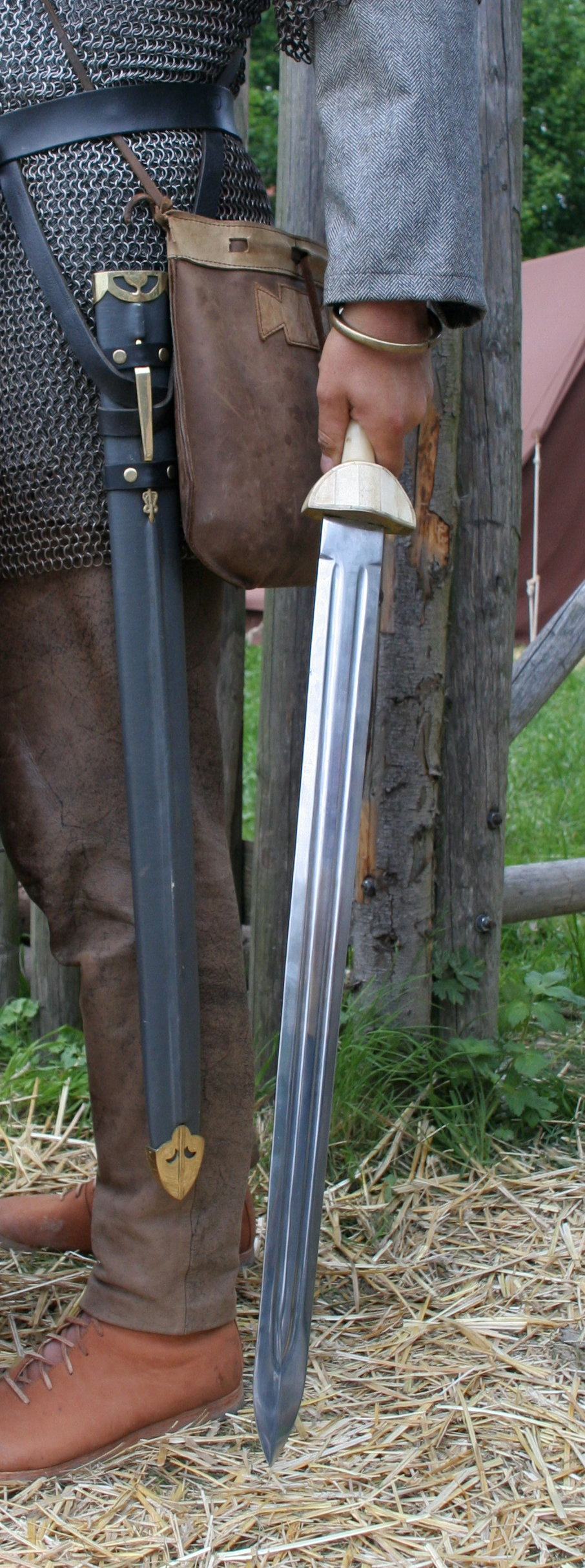
スパタ

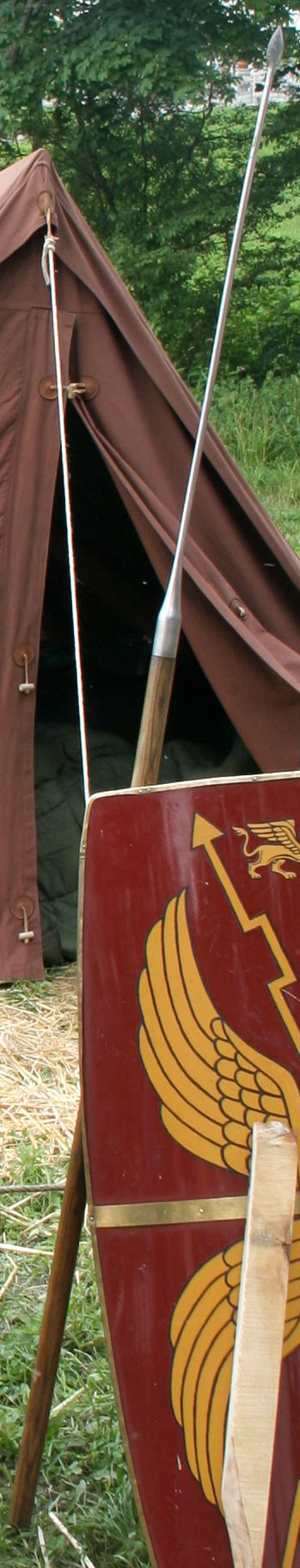
ピルム

### 剣類
プギオ（pugio）
短剣。中世時代におけるダガーと似たような役割を持っている。護身用の他、軽作業などにも用いられた。
長さ18cmから28cmほどの長さと5cm以上の横幅の木葉型（中央部分が一番広く、根元と刃先が細い）の刃を持った短剣で、刃の厚みは3mm程度であった。刃の平らな中込を柄に差し込んで釘で固定されていたが、後に釘は打たれなくなった。柄の形状は時代によって大差はなく、10cm程の細い柄であった。装飾は素朴なものから柄が銀細工で飾られた高級品まで様々な種類があった。
グラディウス（Gladius）
片手剣。ラテン語では刀剣全体の事を「グラディウス」と呼ぶため、正確には「グラディウス・ヒスパニエンシス（Gladius Hispaniensis、イベリアの剣）」を指す。
ローマ軍が最も頻繁に、そして長期間に亘って使用した事からローマ時代における剣の代名詞として認識されている。その名が示す通り古代イベリアで特徴的であった剣の形状を、紀元前3世紀頃からそれまでの一般的な形の刀剣に代わって導入したものである。短剣というほどではないものの、短めの刀身と厚い刃が特徴とされている。考古学においてはマインツ型と呼ばれる国境地帯の遺跡から発見されたものと、ポンペイ型と呼ばれる本土で発見された二つの形状で知られている。これらはいずれも初期型の「グラディウス・ヒスパニエンシス」から改良されたものと見られている。
スパタ（Spatha）
長剣。「スパタ」もまた帝政後期では刀剣全体を指す用語となったが、此処ではローマ軍が使用した長剣として「スパタ」を指す。
西暦1世紀頃から主に騎兵の装備としてスパタと名付けられた長剣が使用される習慣が根付いた。帝政後期には戦術の変化から歩兵部隊もグラディウスからスパタに持ち替える傾向が見られた。スパタの中でも短い物は「セミスパタエ（semispathae、半分のスパタ）」と呼ばれたが、これらはグラディウスとは異なり一から短く設計されたものではなく、破損したスパタを修理して活用した結果と見られている。

### 槍類
ハスタ（Hasta）
長槍。ラテン語で槍全般を指す言葉であり、転じて王政期のファランクス戦術で用いられていた槍衾用の長槍を指す。
共和政に入って軍制改革が行われ、軍列制度などが導入される中で槍については投槍（ピルム）による遠距離攻撃が一般的になった。故にローマにおける白兵用の長槍の立場は縮小するが、依然としてトリアリィ（古参隊）などは投槍でない長槍としての「ハスタ」を使い続けた。
ピルム（pilum）
投槍。投擲用に設計された槍で、ハスタに代わってローマ軍における槍の代表例となった。
中程度の長さの棒の先端に太い槍先が取り付けられており、重さは2kgから4kg程度であった。相手を直接殺傷する事が目的ではなく、相手の盾を破壊して使用を困難にする事に力点が置かれている。同様の理由から先端部分は曲がり易い様に設計されており、盾に突き刺されば抜けず、地面に刺されば再利用できない様に工夫が凝らされていた。ただし白兵戦に使用できない訳ではなく、しばしば投げずに用いる事もあった。
ウェルトゥム（Verutum）
投槍。ピルムより更に短く作られており、純粋に投擲のみを目的にしている。
Furca
物をひっかけて運ぶための棒。戦闘にも用いられた。

### 弓矢類
アルクス（arcus）
複合弓。ラテン語で弓を意味し、ローマ軍において使用されていたコンポジット・ボウ（複合弓、合成弓）を指す 。他に弓矢はサジッタ（sagitta）と呼び、弓兵はそこからサジタリイ（Sagittarii）と呼ばれた。
軍学者ウェゲティウスによれば新兵は木製弓での訓練（アルクブス・リグネイス、arcubus ligneis）を推奨され、これを終えてから複合弓に持ち替えたという。
クロスボウ
さまざまな機構を用いたクロスボウについて言及されている。
ピルムバタ（:Plumbata）
投げ矢。投擲用の極めて短い槍で、手で投げる矢という意味合いが強かった。後期帝政ではピルムバタエと呼び、歩兵が盾の後ろに付けて30mほどの距離から使用した。

### 設置物
トリブルス（tribulus）
撒菱。敵歩兵や騎兵の足止めに使用された。

### 工作用
Rutrum
スコップ
Dolabra
斧や鋤として使える道具。

## 防具類
防具もまた時代によって変化を続けているが、特に広大な帝国としての軍隊再編が進められた帝政初期（西暦1世紀から2世紀頃）は最もバリエーション豊かな装備品が前線で使用された。共和政時代から使用されていた板金鎧（ロリカ）、小札鎧（ロリカ・スクアマタ）、鎖帷子（ロリカ・ハマタ）、そして組立て式の板金鎧であるロリカ・セグメンタタと多様な装備が混在していた。
この中でも最後のロリカ・セグメンタタはローマ軍特有の発明品であり、現在でもローマ軍装の象徴として扱われている。装備としても一枚式のロリカ同様の十分な防御力を有していた。一方で数十枚の装甲片は管理が難しく、コストもロリカに比べて安くならなかった。使用する上でも組み立てるのに手間が掛かる上に誰かに手伝って貰う必要があり、しかも金属片が体に当たって着心地が悪かった。結局、この装備は3世紀頃には使用されなくなり、組立式プレートアーマーで全軍に強固な防御力を与えようとする野心的な試みは失敗に終わった。それでも4世紀頃までは全軍が何かしらの甲冑で防備を行い、盛んに各地の武器工房で生産された。また指揮官階層の人間は装飾を凝らした一枚式のロリカを身に付けていた（ロリカ・ムスクラタ）。

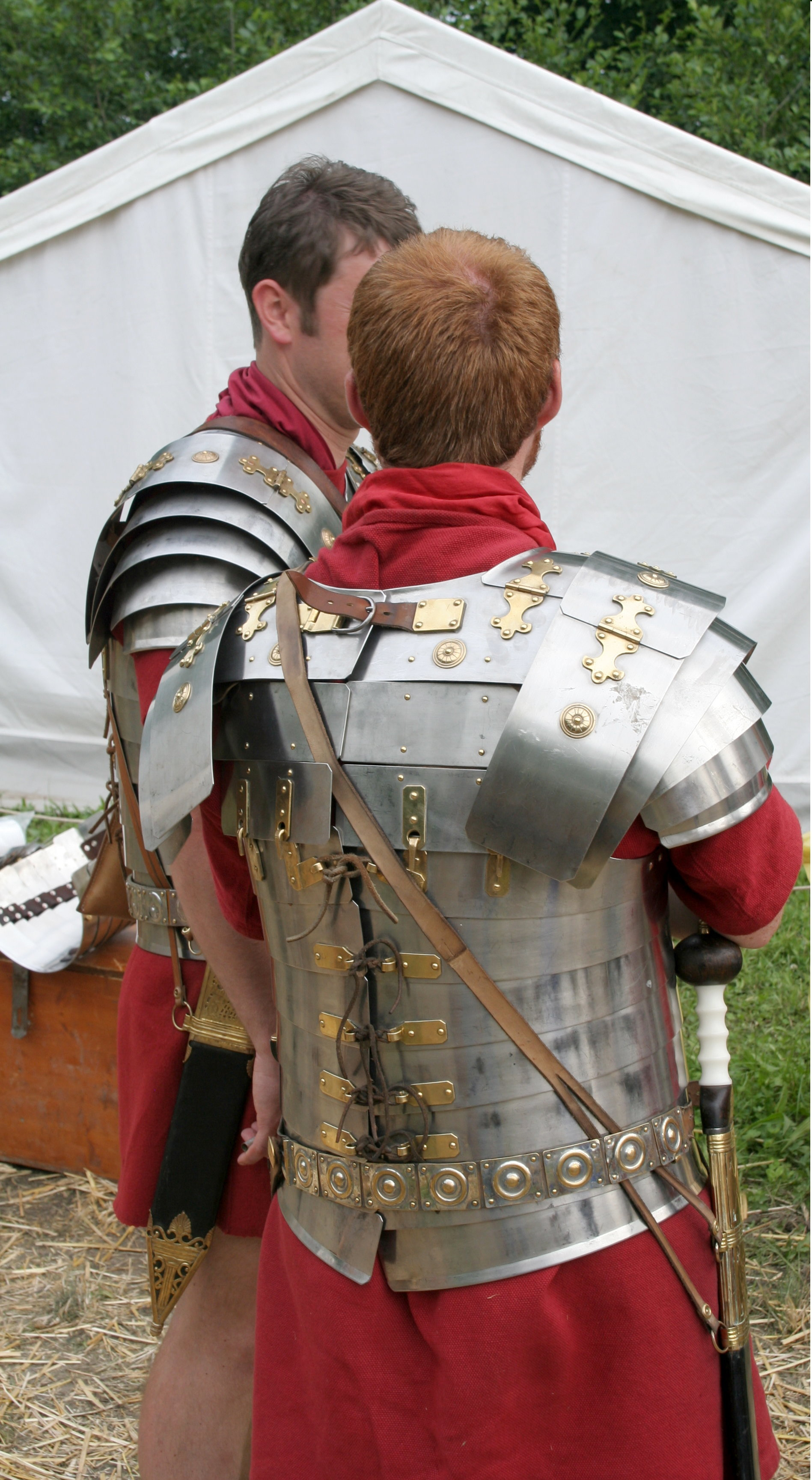
後背部

### 鎧

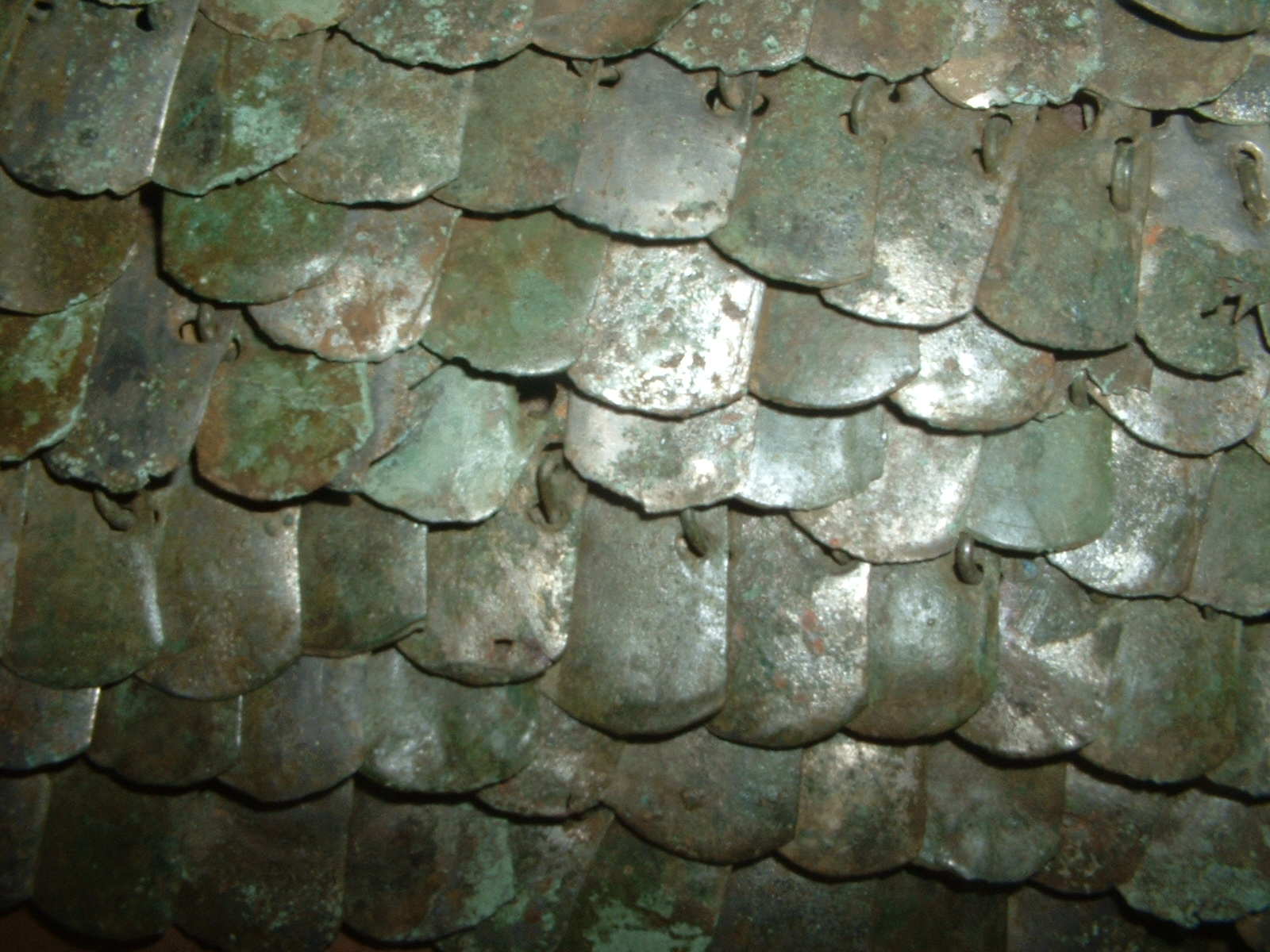
ロリカ・スクアマタの破片

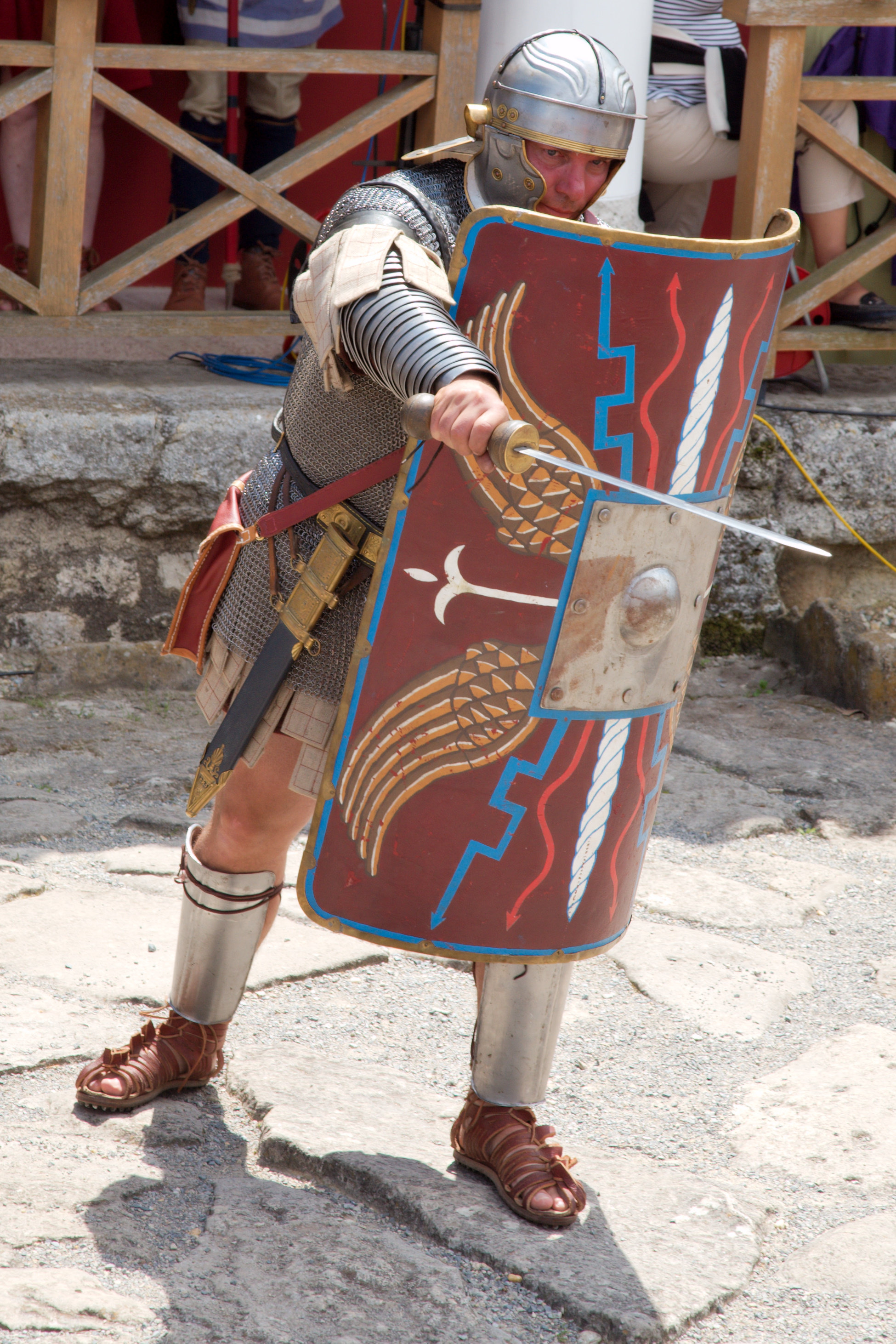
マニカ、グレアウェ、スクトゥムを装備した兵士

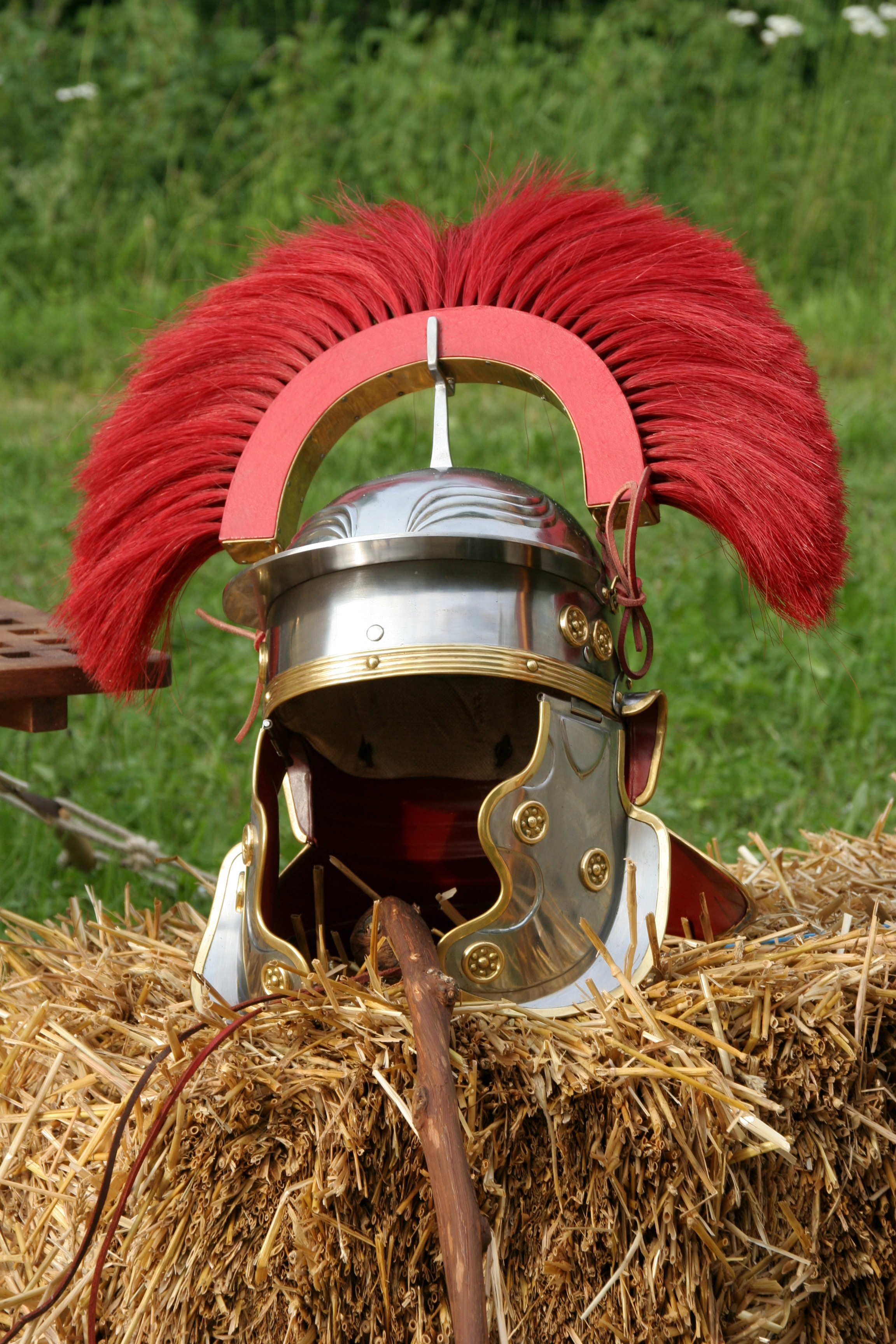
インペリアル・ガリック型のガレア

ロリカ・セグメンタタ（Lorica segmentata）
板金鎧。複数の金属片を戦地で組み合わせて鎧にする組立式のプレートアーマーを指すが、この名称が用いられたのは近世ヨーロッパの歴史学者による命名からであり、実際にローマ軍が呼称していた名前は不明である。
まず幅広く打ち伸ばされた数枚の長い金属板（鉄製、或いは鋼鉄製）を楕円型に曲げ、その状態で真鍮製の止め金と革紐を使って両端を繋ぎ止め、胴体部分を組み立てる。その上から更に金属片を同様の手順で組合わせ、胸部を補強する。最後に小さな金属片を使って肩の防御部品を組み立てて完成となる。他の装備と同じく細かい修正が繰り返されており、今日知られている形状はトイトブルク森の戦いの古戦場から程近いカルクリーゼ、イングランドのコルブリッジ、ニューステッドなどで発見されたものを参考にしている。カルクリーゼ型は紀元前20年から西暦50年頃の帝政初期に用いられた可能性が高く、コルブリッジ型は西暦40年から120年、ニューステッド型は帝政中期に用いられた可能性もある。またルーマニアのアルバ・ユリア遺跡で発掘されたセグメンタタはかなり独特の形状をしており、このアルバ・ユリア型はより少ない枚数の金属片で鎧が組める様に工夫されている他に、一部に小札鎧が併用されている。

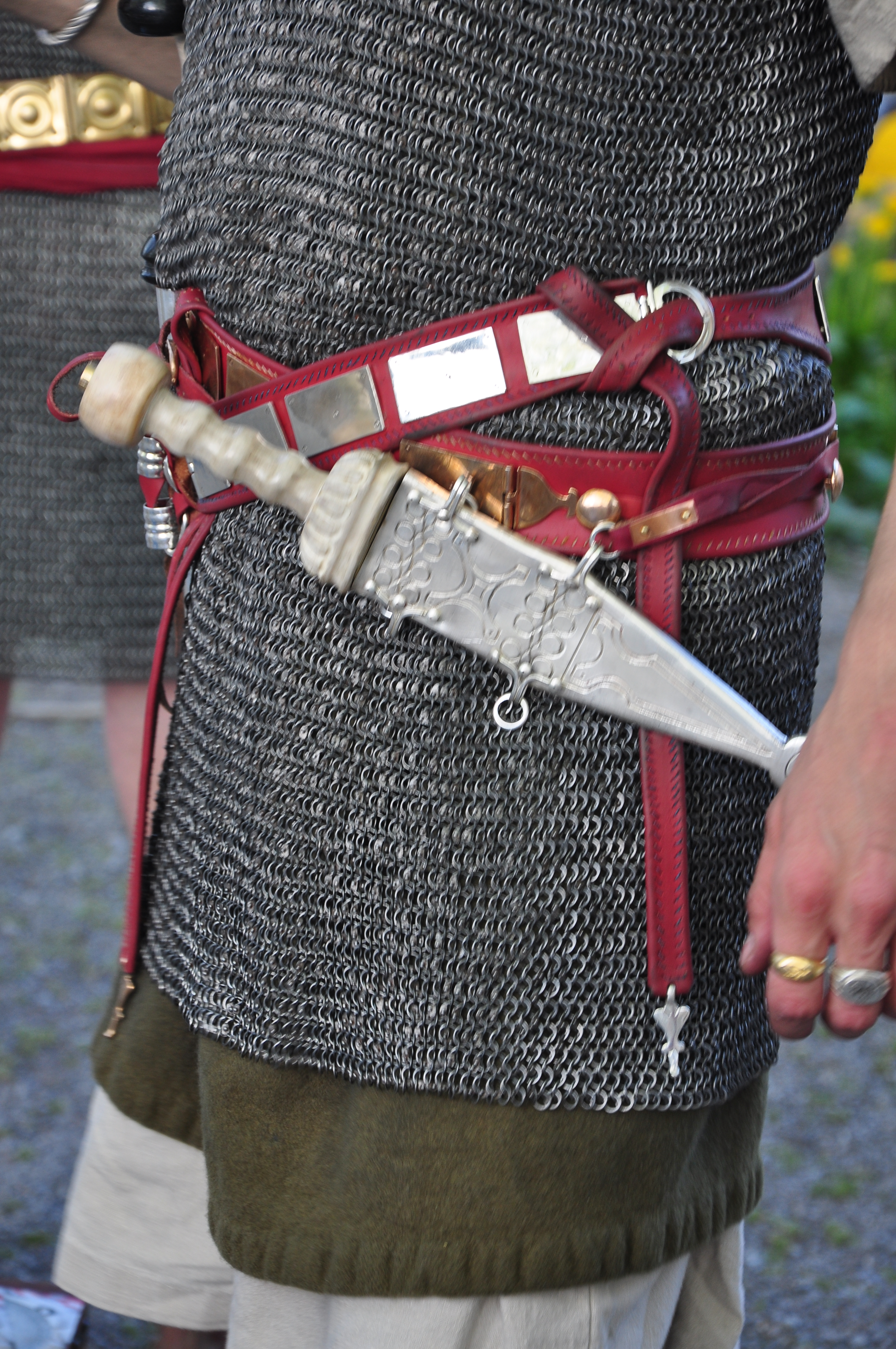
ロリカ・ハマタ

セグメンタタという組立式鎧というアイディア自体はかなり初期のローマ軍で既に見られるものであるが、全面的な使用が試みられたのは広く知られているように西暦2世紀頃となる。しかし結局は先述した通りに価格や利便性の点でデメリットが大きく、結局はより安価であるチェインメイル（ロリカ・ハマタ）の使用率を押し退けるには至らなかった。中世・近世時代においても大部分の兵士達はプレートアーマーなどよりチェインメイルを実践的な装備として使用しており、古代においてもその合理性は動かし難かった。またかつてはそもそも装備品は自弁が原則の時代もあり、そうした時代は当然ながら装備の統一感は無いに等しかった。従って「ローマ軍の鎧＝ロリカ・セグメンタタ」というイメージはかなりステレオタイプな連想と云える。とはいえ直ちにその存在が消えたと考えるのも偏っており、実際には3世紀後半まで改良を重ねながら各地域で使用されている。
他にロリカ・セグメンタタはどの様な兵科・兵種で用いられたのかという点については議論がある。最も一般的な議論としては戦いの主力を成す重装歩兵であり、それ以外の兵種はロリカ・ハマタやロリカ・スクアマタを割り当てられていたと考えられている。別の考えでは特に兵科・兵種による装備の隔てはなく全軍での一律使用が求められていたと考える意見もあり、これは考古学的調査に基づいている。同様にセグメンタタが次第に主流ではなくなった理由についても価格・利便性以外に修理や整備の手間、重装備よりも移動速度を求める軍制度への改革などが一因に挙げられている。
ロリカ・ハマタ（Lorica hamata）
鎖帷子。古代から中世にかけて広く用いられたチェインメイルの一種で、ローマ軍でも主要な防具であった。ケルト部族が使用していたものを採用したとされているが、異説もある。
共和政期と帝政期には殆どの部隊がこの装備を使用しており、ロリカ・セグメンタタへの置き換えが進んだ時期ですら多数はロリカ・ハマタで戦場に赴いていた。材料は多くの場合において鉄製であったが、青銅製の物も発掘されている。ワッシャー型の金属制の輪を編み合わせ、身体を覆えるようにして作られている。後の中世・近世においてもそうであったように、安価で丈夫かつ使いやすいチェインメイルは古代でも一般的な装備であった。ただしローマ軍が使用していたロリカ・ハマタは肩部分に独特の補強が施されている点が特徴として存在する。
他に種類においても複数が存在し、シャツ型に編まれたもの以外にベスト型に組まれた強固なアーマーが用いられた。後者は前者に比べてロリカ・セグメンタタなどの鎧に近く、柔軟性は犠牲にされているがより丈夫であった。前者は乗馬の際に使用したり、百人隊長などが装飾品を取り付けて使用する事もあった。丈夫で安価なロリカ・ハマタはロリカ・セグメンタタへの置き換えすら廃止に追い込む程の利便性を示した。
ロリカ・スクアマタ（Lorica squamata）
小札鎧。皮鎧の上に薄く伸ばした小さな金属片を鱗状に取り付けて用いられるスケイルメイルの一種。ローマ軍では共和政期に最も普及していた。
理屈としてはロリカ・ハマタの発想に近い部分はあるものの、より高価であった事から指揮官階級や一部の兵科においてのみ使用される傾向があった。具体的には百人隊長、旗手（シグニフェリ）、騎兵、儀礼兵などが使用していた他、よりスケイルメイルの技術が普及している東方属州の補助兵などが積極的に使用していた。
金属片は平らであったが、時に中央部分が隆起している金属片を使用している物も発掘された。また同じ鎧に用いられている金属片の大きさや形状は整えられていたが、別の鎧とは特に統一感を持たされておらず、大きな鱗のものもあれば小さな鱗の鎧もあった。紐で一列に繋がれたもので胴体を覆う仕組みである事から下から突き上げるような衝撃には脆いとされているが、幾分これは誇張されたイメージであると考えられている。
今の所、完全な形でロリカ・スクアマタが発見されたことはなく、発掘品は全て断片である。

### 腕部・脚部防具
マニカ（Manica）
腕部防具。手甲の一種で、剣闘士などが着用した姿がよく見られる。軍においてもしばしば使用された。
グレアウェ（:Greave）
脚部防具。脛当の一種で、ローマ人は伝統的に乗馬時や寒冷地での居住を除いてズボンではなくチュニカを身につけた為、共和政後期から露出している脚部を守る為に鉄製の脛当を用いる習慣が生まれた。

### 盾
スクトゥム（Scutum）
盾。ラテン語で盾全体を指す。狭義にはローマ軍の重装歩兵が使用した盾を指し、「四角形の大盾」が想起される場合が多いが時代によっては楕円形であった。盾には兵士の所属を示す文様が描かれており、軍団や駐屯地毎に違いが存在する。またこれらの盾を密集させて部隊全体を敵の弓矢や投石から守る「テストゥド（Testudo、亀）」と呼ばれる陣形が知られている。
パルマ（Parma）
小盾。円形もしくは楕円形の小さな盾で、中心部分は鉄製でそれ以外は木製で作られている。元は共和政初期から中期のケントゥリオ制（自弁装備による市民兵制度）において、スクトゥムを用意できない貧しい階級の兵士（ヴェテッリス）が持ち寄った小盾に由来する。ローマ軍が職業軍人制に移行すると軍から装備が提供されるようになり、正規軍では殆どの兵士がスクトゥムを使用できるようになった。
ケトラトゥス（Cetratus）
騎兵用の盾。騎兵部隊がアウクシリアの役割となった共和政後期からは主に補助軍で使用された。騎兵が持ち易いように細長い形状にされている。

### 兜
ガレア（galea）
兜。ローマ軍において兜は「カッシウス（cassis）」とも呼ばれた。区別としては、カッシウスが金属兜、ガレアは元はガリア地方の影響を受けた革製のヘルメットを指すものであった。
鎧と同じく時代と生産地によって大きな形状の違いが存在する。
その中でもコールス型、インペリアル型といった頬当てが取り付けられている兜が広く知られているが、共和政初期から中期には頬当てが付いていないモンテフォルティノ型が使用されていた。他にローマ軍は兜の頭頂部に飾りをつける習慣があり、百人隊長の職にある者は馬の毛などを使って横に広がった飾り物を取り付けていた。

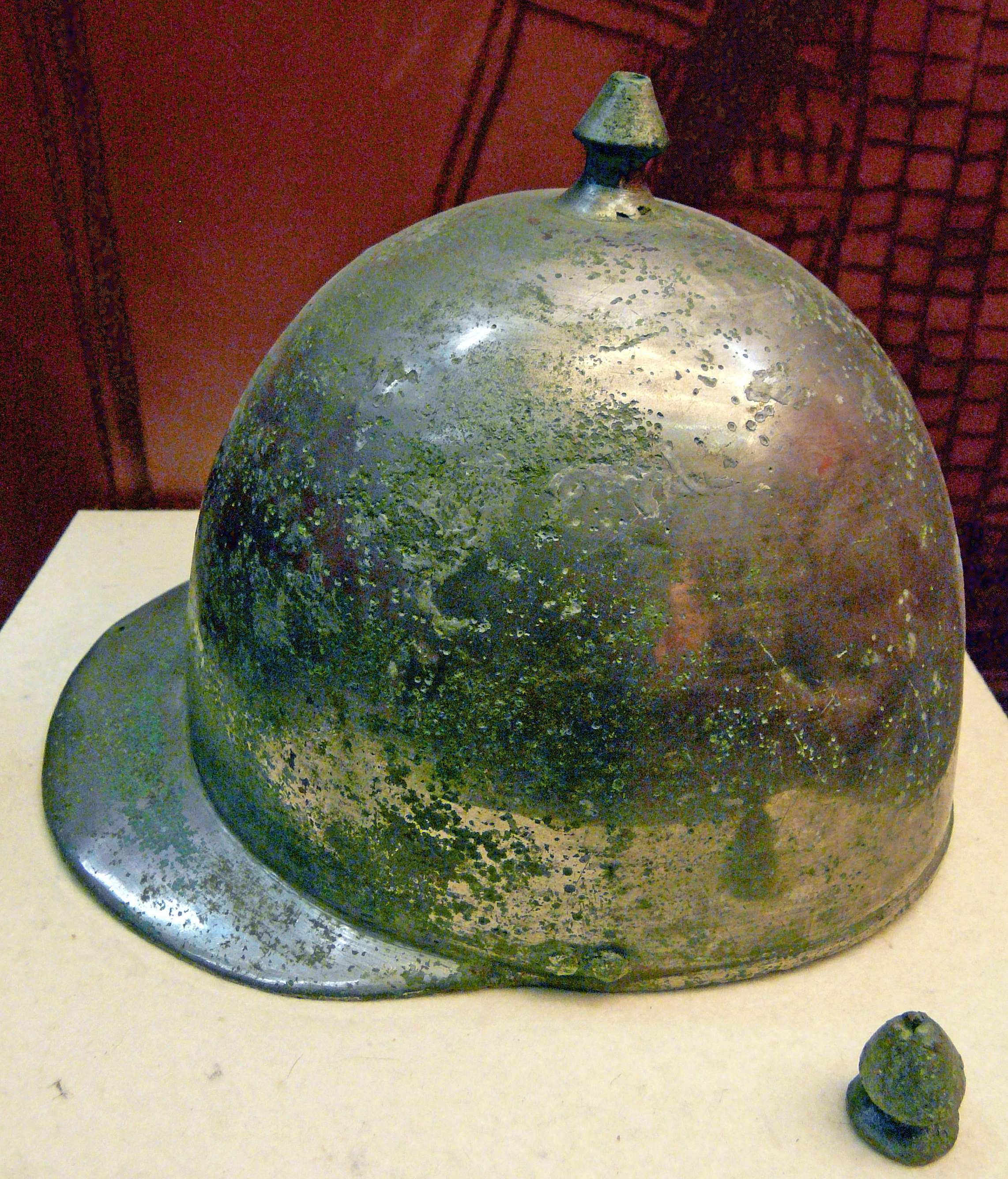
Montefortino
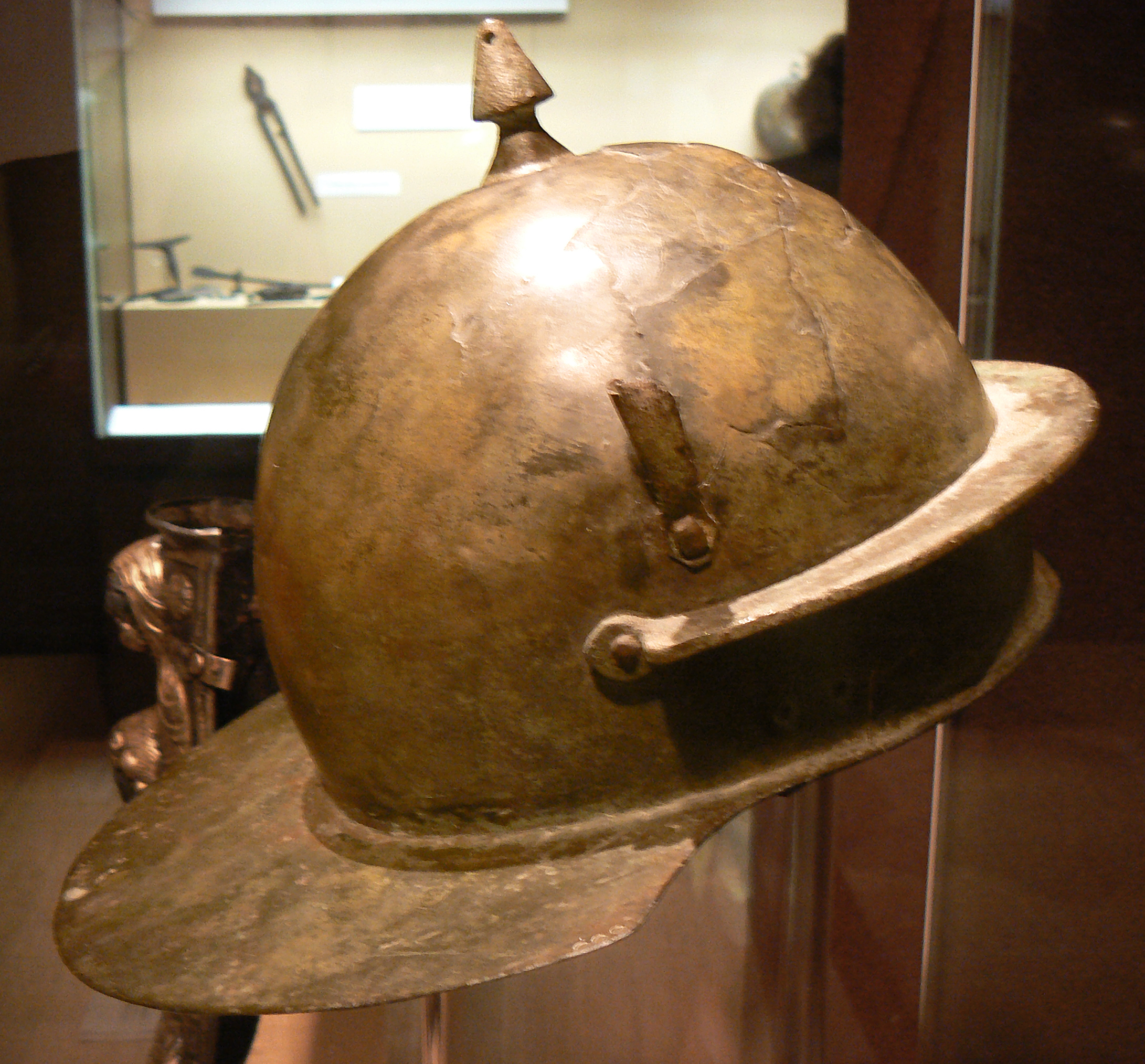
Hagenau
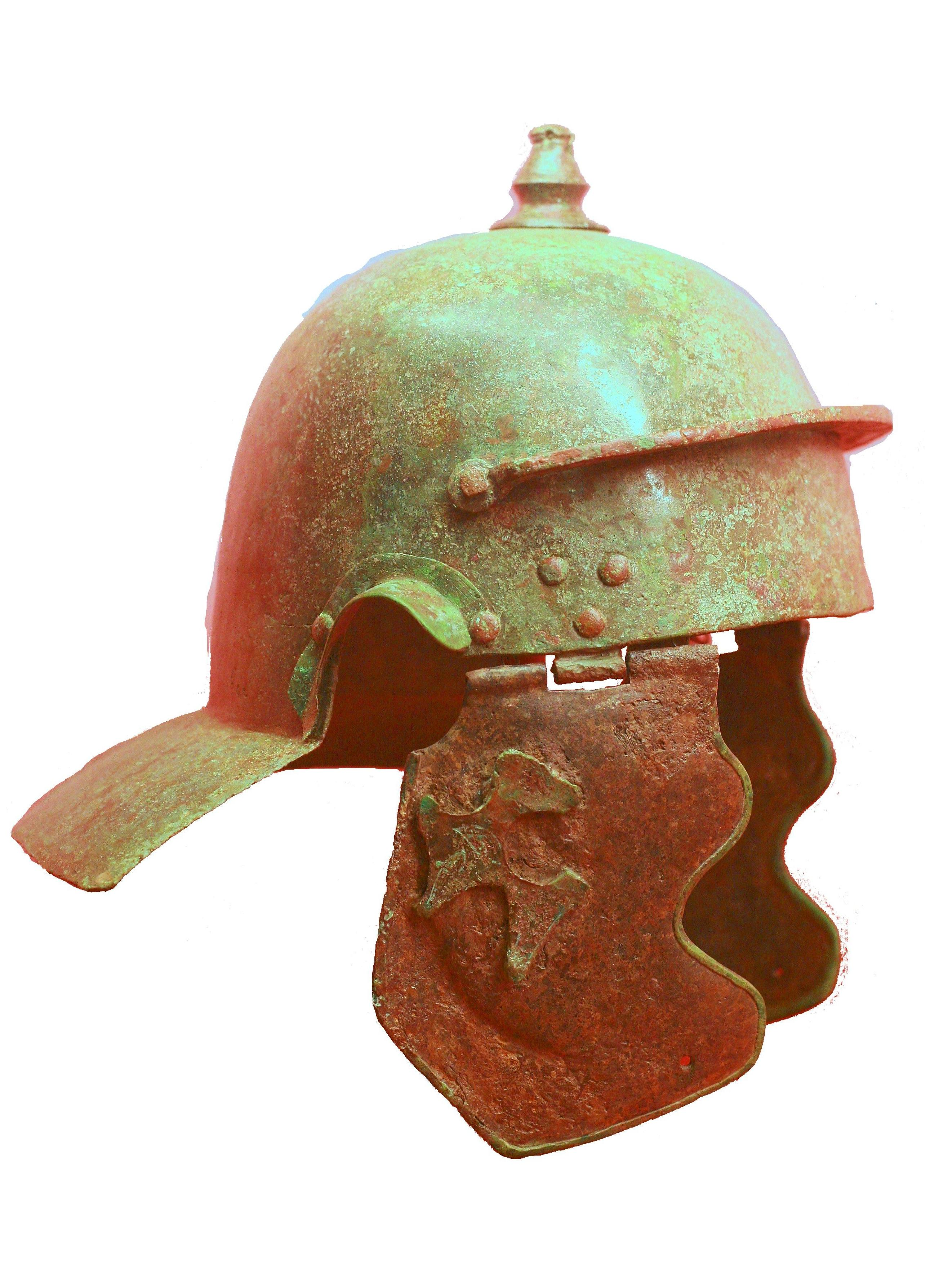
Weisenau
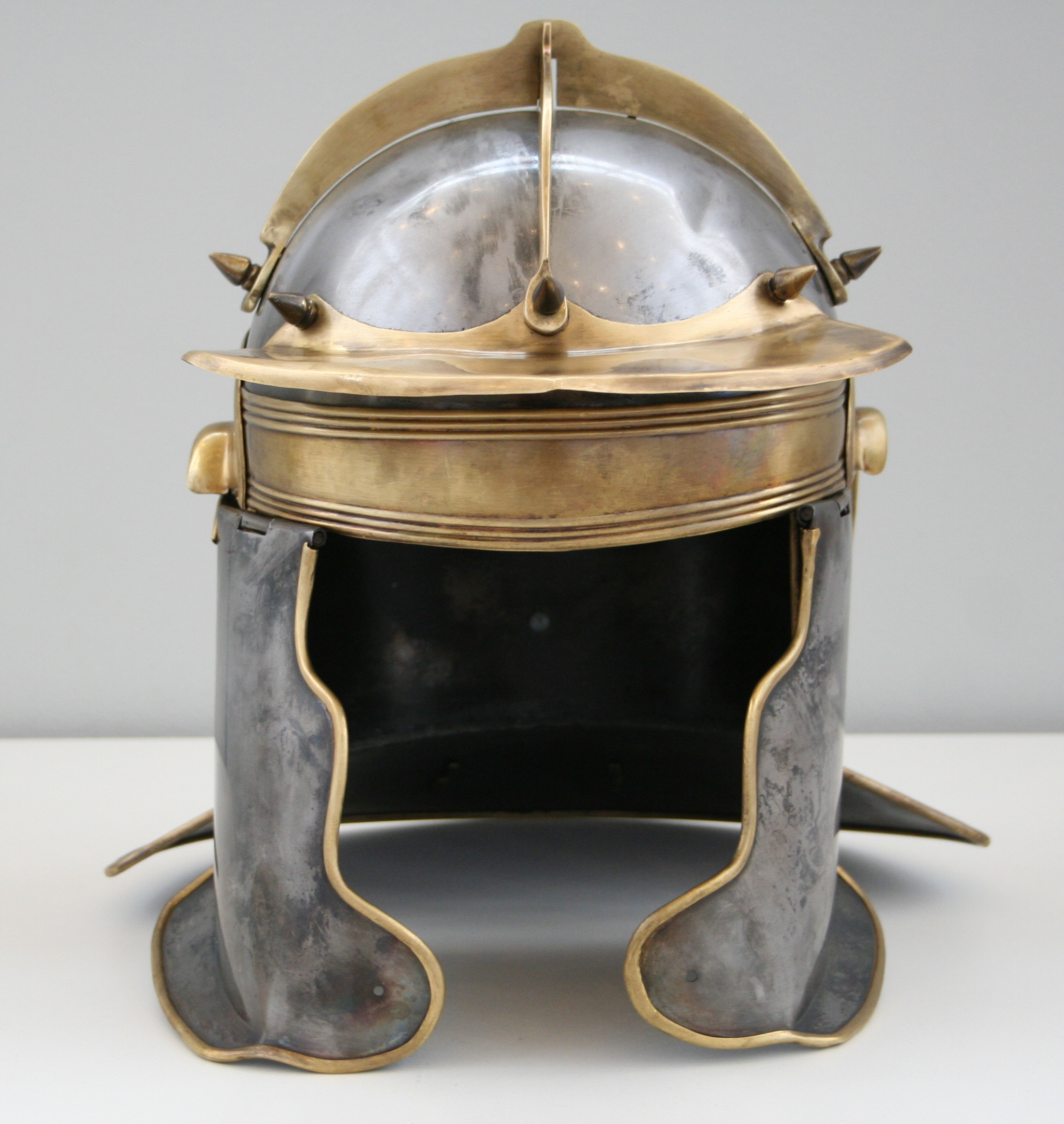
Niederbieber
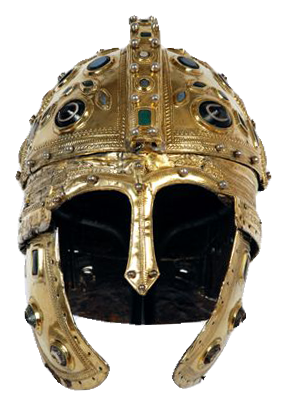
Kammhelm
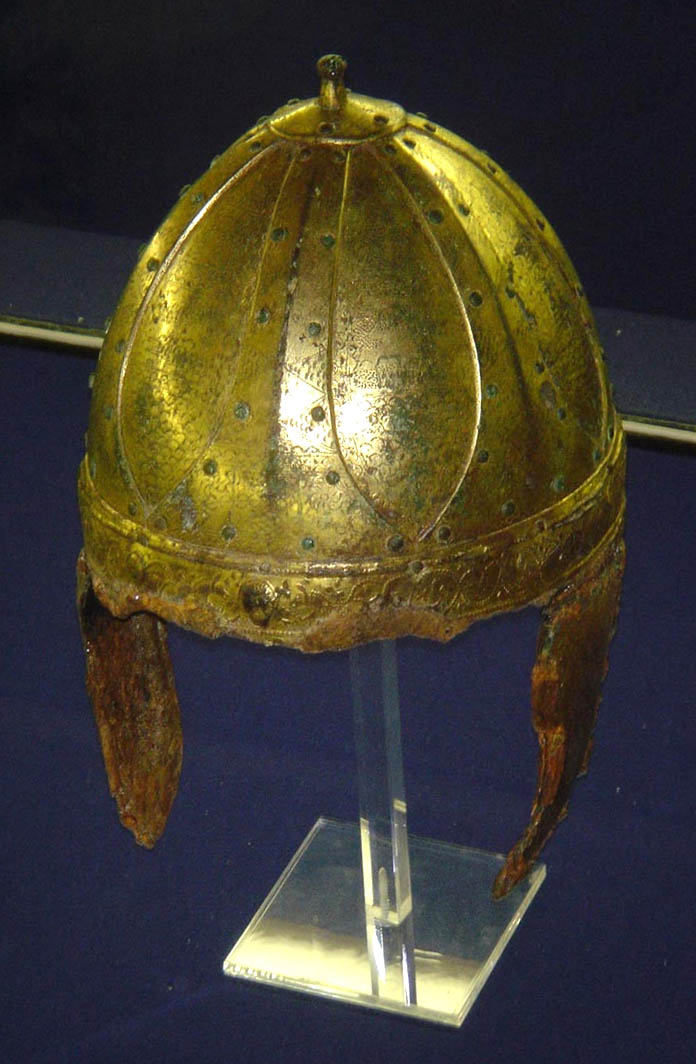
Spangenhelm
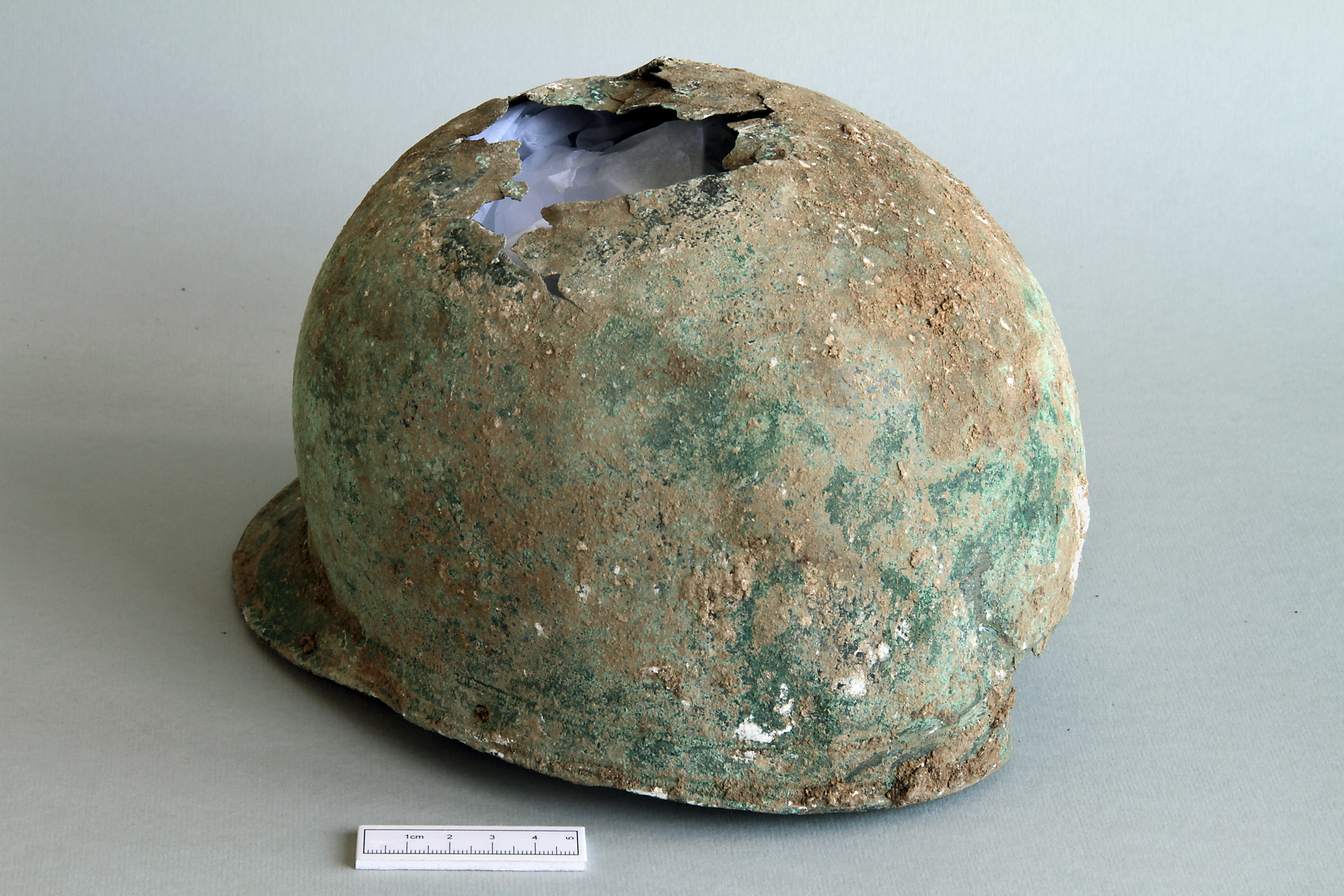
Mannheim

## その他

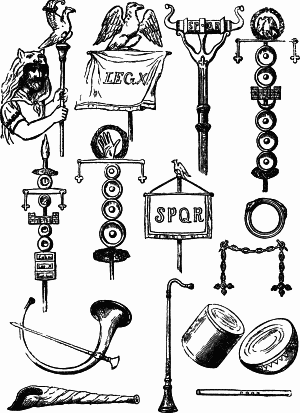
その他の兵装。号令用の楽器や部隊の居場所を知らせる軍旗・

### 衣服
- チュニカ:コート状の衣類で、ローマ社会では最も一般的な服装であった。現代におけるチュニックの由来となっている。
- フォカレ:スカーフの一種。ローマ軍では兵士が兜の接触から首を守る為に首に布を巻く習慣があった。
- バルテウス:剣帯。
- トロウセルス:ズボン。乗馬の必要が生じた際にチュニカの下に身につけた他、日常のファッションとしても取り入れられた。分類としては長ズボンだが、脹脛の部分までしかないのが特徴となっている。
- Subligaria: underpants. Their existence was confirmed by one of the Vindolanda tablets.
- サガム、パエヌラ:外套。二種類の形状が存在する。
  - サガムはトーガのように片方の方向へ流すように身に付けた。特に赤く染められたサガムは「ローマ軍の赤いマント」としての象徴的な知名度を持つ。
  - パエヌラはサガムより非常に長い布とフード部分で作られた大型マントで、どちらかと言えばローブのような形をしている。これは主に寒冷地での防寒具として使用された。
- カリガ:革紐によるサンダル。ローマ軍における軍靴として使用され、これもローマ軍の象徴的な衣服として知られている。

### 荷物袋
ローマ軍は荷物袋をフルカと呼ばれる棒の先に結び、それを肩にかけて持ち運ぶ習慣があった（サルキナ）。共和政末期の将軍ガイウス・マリウスの時代からは更にサルキナの先に鎧と兜を結んで短時間で行軍する「マリウスのロバ」と呼ばれる戦術が駆使された。荷物袋には以下のものが収納された。
- ロクルス:皮製の鞄。
- 食料
- 水を携帯するために使用する皮袋
- パテラなどの食器類
- つるはし
- スディス:陣地などに使用する杭。

### 楽器
- ブッキナ:行軍や攻撃合図の際に使用するブッキナと呼ばれる金管楽器の一種が用いられた。

### その他
- ウェクシルム - 自軍の場所を知らせる軍旗
- アクィリア（英語版） - 敵味方識別用の杖
- Vine staff（英語版） - 百人隊長が持つ懲罰用の杖。

## 攻城兵器
バッリストラ（ballistra）
弩砲。大型の弓を地上に固定した機械を用いて発射する。中世時代にバリスタと呼ばれるようになり、此方の名称が現在では一般的である。大きさや発射速度によって複数の種類が使い分けられた。
オナガー（Onager）
投石機。カタパルトの一種で、石や砲弾などを地上に設置するか車輪を取り付けた機械から発射する。

## 引用
1. ↑  Elton, Hugh, 1996, Warfare in Roman Europe, AD 350-425, p. 110
2. ↑  In Luttwak, E., The Grand Strategy of the Roman Empire, JHUP, 1979, 
「ローマ軍の装備は、時に彼らが対峙した周辺の国々よりも劣っている場合があった」
3. 1 2  Book 2 Chapter 15. The nominative singular of the weapon has been placed in parentheses.
4. ↑  Stephenson, I.P., 2001, Roman Infantry Equipment: The Later Empire, p. 56
5. ↑  Stephenson, I.P., 2001, Roman Infantry Equipment: The Later Empire, Tempus, pp. 58 & 60-75.
6. ↑  M.C. Bishop & J.C.N. Coulston, 2006, Roman Military Equipment: From the Punic Wars to the Fall of Rome, Oxbow Books, pp. 82-83, 130, 154-157 & 202.
7. ↑  Stephenson, I.P., 2001, Roman Infantry Equipment: The Later Empire, Tempus, p. 79.
8. ↑  M.C. Bishop & J.C.N. Coulston, 2006, Roman Military Equipment: From the Punic Wars to the Fall of Rome, Oxbow Books, p. 157.
9. ↑  Roman Military Equipment from the Punic Wars to the Fall of Rome (Paperback). M.C. Bishop, J.C. Coulston. Oxbow Books 2005. ISBN 1842171593 ISBN 978-1842171592
10. ↑  Goldsworthy (2000) 167; (2003) 205
11. 1 2  Goldsworthy (2003) 129
12. ↑  Elton (1996) 111